# ダニエル・リヒター
ダニエル・リヒター（Daniel Richter, 1962年12月18日 - ）は、ドイツ出身の画家である。主に、ベルリンとハンブルクにて活動。

## 略歴
- 1991年-1995年 - ハンブルク美術大学に通い、Werner Büttner教授に師事。その後、画家Albert Oehlenのもとでアシスタントとして働く。
- 2004年-2006年 - ベルリン芸術大学にて絵画科の教授として教える。

## 創作
- 彼は2000年まで抽象絵画を徹底して描く。